# 운 누에보 디아
《운 누에보 디아》(스페인어: Un nuevo día)는 미국의 아침 정보 프로그램이다.

## 앵커
- 다니엘 사르코스 (2011 ~ 현재)
- 아다마리 로페스 (2012 ~ 현재)
- 디에고 쇼닝 (2013 ~ 현재)
- 아나 마리아 칸세코 (2013 ~ 현재)

## 같이 보기
- 텔레문도